# Mariana Franko
Mariana Franko, född okänt datum, död efter 1777, från Curaçao i Nederländska Antillerna, var en centralfigur i ett uppmärksammat rättsfall med förvecklingar kring slaveriet.
Mariana Franko föddes som "fri svart" på St Eustatius och medlem av den reformerta kyrkan. Det senare var exceptionellt eftersom den protestantiska kyrkan på Curaçao  normalt endast accepterade vita medlemmar. Hon var från 1752 sekreterare på plantagen Zorgvliet, hon ägde själv fem slavar och ägde ett hus i Willemstad. Hon hade ett förhållande med slavarnas arbetsledare, en slav vid namn Pedro Anthonij.
År 1758 dömdes Pedro Anthonij för stöld och såldes till en annan ö, medan Franko 1760 utvisades och fick sin egendom konfiskerad. Åren 1764-1767 drev hon fallet i Nederländerna med syfte att återupprätta sitt namn och därigenom illustrera att alla fria medborgare var lika inför lagen oavsett hudfärg. 1772 ställdes styrelsen på Curaçao till svars av Nederländska staten, och 1777 återställdes hennes egendom. Den slukades dock av rättegångskostnaderna. Det är inte känt om Franko någonsin återvände till Curaçao.